# Capela de São Bartolomeu (Alvito)
A Capela de São Bartolomeu, também conhecida como Ermida de São Bartolomeu, é um monumento religioso no Município de Alvito, em Portugal.
Em 31 de Dezembro de 1997, a capela foi classificada como Imóvel de Interesse Público.

## Descrição
O imóvel situa-se num local isolado, na Herdade de São Bartolomeu, a cerca de meio quilómetro de distância da vila de Alvito, no sentido ocidental. Implanta-se no alto de um pequeno cabeço, permitindo um bom controlo visual para poente e Sul. Consiste num edifício de pequenas dimensões, de planta rectangular, e formada apenas por uma nave e uma capela-mor de planta quadrada, sendo a cabeceira virada para oriente. Na fachada principal abre-se uma simples porta de verga recta, sendo esta a única abertura em todo o edifício, embora originalmente existisse pelo menos um orifício na fachada Norte, e uma janela no lado esquerdo do portal, que foi entaipada. Destaca-se a presença de grandes contrafortes nas paredes laterais, elementos que são normalmente encontrados nos santuários fortificados na região do Alentejo, imitando, de forma mais simples, a combinação de estilos manuelinos e Mudéjares da Ermida de São Brás, em Évora. O edifício integra-se nos estilos gótico e manuelino, podendo ter feito originalmente parte de um conjunto de santuários rurais, que do ponto de vista arquitectónico integram-se no gótico final alentejano. Com efeito, em Alvito encontra-se um outro edifício religioso muito semelhante a este em termos de volumetria e espaços internos, a Ermida de São Sebastião.
No interior, é de especial interesse o conjunto das abóbadas em cruzaria de ogivas, suportadas por mísulas, e com chaves destacadas. O acesso à capela-mor é feito através de um arco triunfal. Tanto as paredes como as abóbadas estavam originalmente decoradas com pinturas murais do século XVI, no estilo manuelino, das quais sobreviveram apenas alguns vestígios nas abóbadas. As pinturas na capela-mor retratam anjos músicos, enquanto que as da nave apresentam cenas apocalípticas com os Quatro Evangelistas em tetramorfo. Muito provavelmente o conjunto incluiria imagens do padroeiro e de outros santos, mas estas já desapareceram.
Em termos de espólio, foram encontrados materiais de construção como tégulas e ímbrices e lateres, placas de mármore, e parte de uma coluna, e peças em cerâmica comum e opus signinum, incluindo fragmentos de ânforas.

## História
Na cabeceira da capela foram descobertos os vestígios de uma estrutura circular, que poderia corresponder a uma ábside de volta perfeita, construída num aparelho em pedras de médias dimensões, unidas por opus caementicium, formando uma parede com 0,85 m de espessura. No lado ocidental da capela, junto ao portal e ao canto Nordeste, verifica-se igualmente a existência de muros com opus caementicium. Também no lado de fora do edifício, junto à parede no lado Norte, encontram-se as ruínas de um baptistério paleocristão, com uma cavidade em forma de cruz, de pequenas dimensões, e vários alinhamentos em pedra no seu interior. Estes indícios provam que o local foi anteriormente ocupado por um outro edifício religioso muito mais antigo, provavelmente da época romana, tardo-romana ou da Idade Média. Do período romano são também alguns tijolos que foram reutilizados na construção da capela, além de uma sepultura em tijoleira nas imediações, e outros materiais, com uma área de dispersão de cerca de 500 m². A ermida foi construída sobre uma plataforma artificial, sugerindo a presença de ruínas de edifícios no subsolo. Assim, é possível que este local tenha sido originalmente ocupado por uma villa romana, que gradualmente se converteu num vicus na transição do século V para o VI, quando esta povoação terá ganho a categoria de paróquia. Este povoado teve uma certa importância até cerca de 1261, podendo ser identificado como a antiga vila de Muya d'Arem, ou Mugia d'Arem, termo que surge nos documentos medievais relativos à doação de Alvito, e a formação do seu couto. Foi também pelo nome de Mujadarem ou Mugia d'Arem que foi conhecido o Convento de São Francisco, em Alvito. Outro elemento de especial interesse é o nome do caminho até à herdade, Estrada do Galaz, que pode ser uma adaptação de Galaaz, um cavaleiro que surge nas lendas arturianas como tendo procurado pelo Santo Graal.
A capela em si foi provavelmente construída nos princípios do século XVI, sendo o documento mais antigo que a refere de 1575. Poderá ter sido edificada no mesmo período em que estavam a ser terminadas as obras do Castelo de Alvito. Ainda em meados desse século terão sido executadas as pinturas murais.
O edifício deixou depois de ter funções religiosas, sendo em 1993 utilizada como armazém ligado à agricultura.  Entre 2000 e 2004, foi alvo de trabalhos arqueológicos, no âmbito da preparação da Carta Arqueológica do Concelho de Alvito, e depois de 2004 a 2006, devido às obras do canal entre a Barragem de Odivelas ao Adutor de Alvito-Pisão.
 Em 2012, foram encontrados materiais osteológicos humanos à superfície na capela, após o abatimento do solo provocado por tocas de coelhos, testemunhando que aquele local tinha sido utilizado como área sepulcral.